# Битва при Гибралтаре (1607)
Гибралтарская битва — морское сражение, состоявшееся 25 апреля 1607 года во время Восьмидесятилетней войны. Согласно голландским источникам, нидерландский флот застал врасплох стоящую на якоре у Гибралтара испанскую армаду и в течение четырёхчасового боя полностью её уничтожил. В свою очередь, испанские источники отрицают разгром своего флота и заявляют о намного меньших потерях.

## Состав флотов
Голландский флот состоял из 26 небольших боевых и четырёх грузовых кораблей и находился под командованием Якоба ван Хемскерка. Флагманом голландской эксадры было судно под названием «Эол». Среди других кораблей числились «Тигр», «Морской котик», «Грифон», «Красный лев», «Золотой лев», «Чёрный медведь», «Белый медведь» и «Утренняя звезда». В испанском флоте состоял 21 корабль, среди которых было десять галеонов. Их командующим был Хуан Альварес де Авила. Флагманом «Святой Августин» командовал его сын. В битве также участвовали «Вега» и «Божья матерь», три португальских галеона и один, вероятно, из колоний в Южной Америке («Кампечана»).

## Ход битвы

### Изложение голландской версии событий
Ван Хемскерк оставил несколько кораблей у входа в бухту, чтобы помешать испанцам вырваться из ловушки. Остальным кораблям он приказал напасть на флагман испанцев. В ходе битвы сам ван Хемскерк был убит при первой же атаке, после того как его ногу оторвало пушечным ядром. Тем не менее, голландцы умело создавали численное преимущество, хорошо координируя нападение, нападая сразу двумя кораблями на один испанский и быстро нейтрализуя противника. Некоторые испанские галеоны загорелись, а один взорвался после того, как голландское ядро попало в запасник пороха. Голландцам удалось взять испанский флагман на абордаж. После уничтожения испанских кораблей голландцы выслали лодки, из которых сотнями убивали плавающих испанских моряков.
В целом, потери голландцев составили около ста человек убитыми, включая адмирала ван Хемскерка, и шестьдесят ранеными. Испания утратила весь свой флот, в частности 21 корабль и 4000 человек, включая Альвареса.

### Изложение испанской версии событий, описанная вDuro, Armada Española desde la unión de los reinos de Castilla y Aragón III.(1898)
Согласно этому источнику бой начался с того, что 25 апреля голландцы вошли в Гибралтарскую гавань и 4 корабля атаковали стоящий с краю флагман Авилы «Божья матерь» (400 тонн, 18 орудий), а потом и остальные 4 корабля первой линии, попытавшись превосходящими силами взять их на абордаж. Тем не менее они были отбиты несколько раз; им почти удалось захватить испанский флагман, но испанцы сбросили абордажную партию в море, и тогда голландцы начали бросать в испанские корабли некие зажигательные снаряды. В результате флагман загорелся, спаслось только 11 человек.
Другие три или четыре галеона были более удачливы, и спаслись во второй линии, после чего отправились к молу (скорее всего Муэлле Вьехо), где голландские лодки высадили аркебузиров, которые обстреляли верхние палубы кораблей. Голландцы попытались отбуксировать полусгоревший флагман испанцев к себе, но не смогли этого сделать, и на следующий день испанцы сами его сожгли. Голландцы (по другой версии, сами испанцы, чтобы не допустить захват) в свою очередь, сожгли испанскую добычу, послав для этого несколько лодок (по другой версии — паташей), одна (или один) из которых была перехвачена и захвачена испанцами. Потом, отремонтировав корабли, голландцы отплыли к берберийскому берегу, перед этим выбросив в море испанских пленных со связанными руками. Потери испанцев — 1 военный корабль, неизвестное количество торговых, 350 погибших, или взятых в плен и потом погибших, в том числе адмирал Альварес де Авила, и 110 раненных. Потери голландцев (по описи в Тетуане) — около 200 человек, в том числе и адмирал Хеемскерк.